# Armée du Saint-Empire

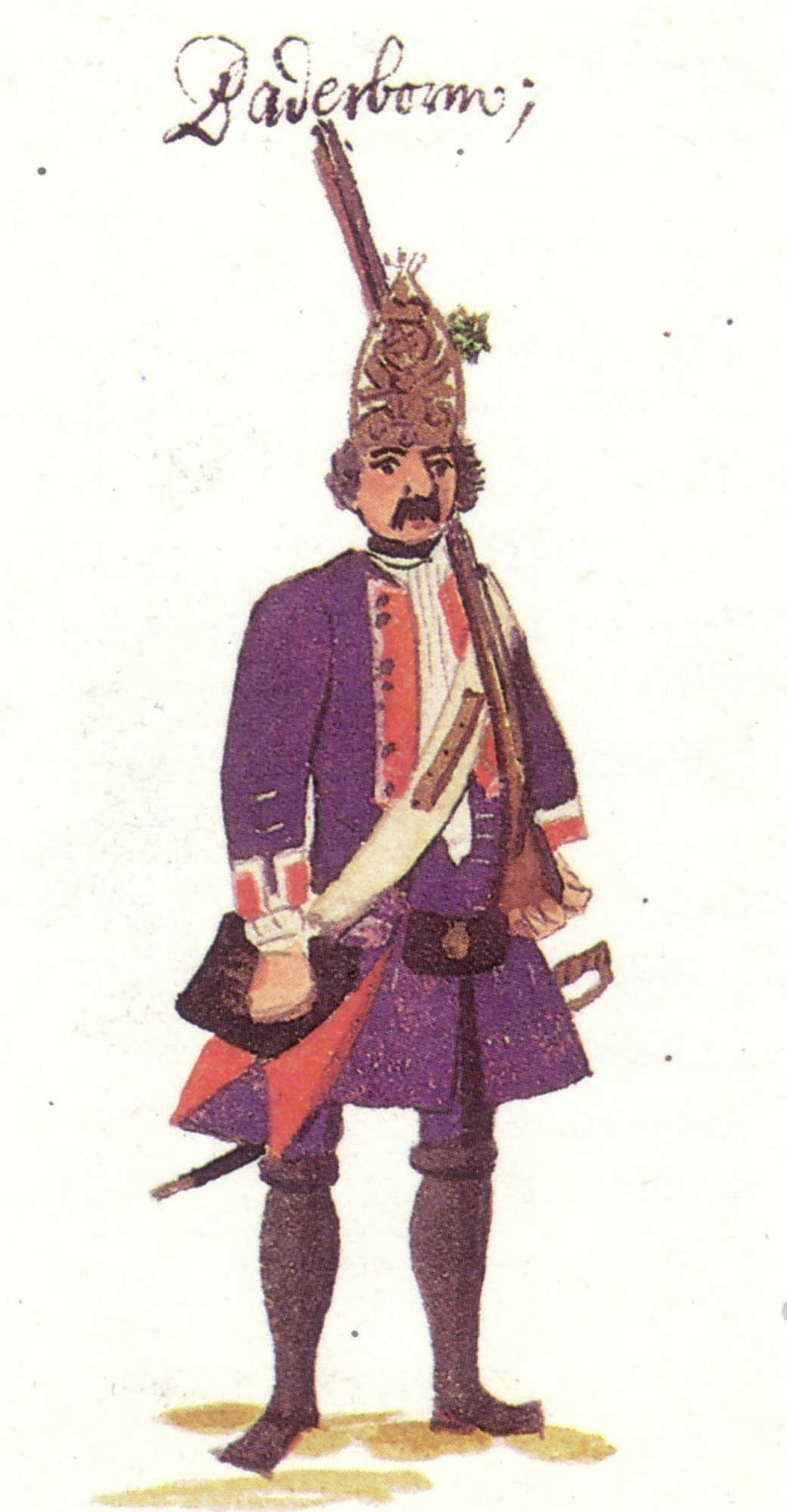
Grenadier de l’armée impériale lors de la guerre de Succession de Pologne devant les remparts de Philippsburg, 1734 (cercle du Bas-Rhin-Westphalie, régiment d'infanterie de Paderborn — d'après le manuscrit Gudenus, contemporain de ces événements.

L’armée du Saint-Empire (en allemand : Reichsheer ou Reichsarmatur ; en latin : exercitus imperii) était formée, jusqu'au recès d'empire de 1803, de contingents levés à travers tout le Saint-Empire romain germanique. Elle était le bras armé du Saint-Empire, et sa mobilisation était votée par la Diète impériale. Elle servait aussi bien au maintien de l'ordre entre principautés qu’à la défense militaire de l'empire.
Outre l’armée du Saint-Empire, l'empereur disposait de sa propre armée, l'armée impériale (Kaiserliche Armee), souvent appelée "les Impériaux" (die Kaiserliche) ou, au XVIIIe siècle, les "Autrichiens", par référence aux empereurs de la maison d'Autriche, que l'empereur pouvait engager sans la ratification de la Diète impériale.

## Fondement constitutionnel et force nominale

### L'armée de 1422
Lors de la diète de Nuremberg (1422), une motion en faveur de la création d'une armée du Saint-Empire fut examinée. Au cours du siècle qui suivit, les contributions à l'armée de l'Empire varièrent entre contingents délégués ou paiement de mercenaires. Lors de la diète de Worms de 1521, par le décret de « conscription perpétuelle ultime » (allzeit neueste Matrikel), les parlementaires convinrent à la fois des effectifs : 20 000 fantassins (précisément 20 063) et 4 000 cavaliers (très exactement 4 202) et de la contribution de chaque principauté à la paye des troupes pour un mois (taxe dite du « Mois Romain », en allemand Römermonat) : 51 269 f. Une loi, le Reichsmatrikel (matricule d'Empire) fixait les effectifs à hauteur desquels chaque principauté devait contribuer.
Le premier contingent d'Empire de 1422 prescrivait encore l'effectif suivant pour les seuls États princiers :
« 1913 gleven [à l'origine une « Lance », soit ici : la plus petite unité de cavalerie, à savoir un chevalier avec deux ou trois servants]
24 gewapneter die geriten sind
486 schuczen [hommes en armure]
20 schuczen gerittner
6 spiss
250 pferd »

### Contribution des cercles électoraux de l'Empire (1500)
Les cercles impériaux n'apparurent qu'au début du XVIe siècle. Les six premiers virent le jour lors de la diète d'Augsbourg de 1500. On les désignait simplement par des numéros et ils remplaçaient les délégations de tous les groupes à la Diète, à l'exception des princes-électeurs. La création de quatre nouveaux cercles impériaux en 1512 permit d'y inclure les Territoires héréditaires des Habsbourg et des principautés électorales.
Désormais on appela Kreistruppen les contingents des cercles électoraux réellement incorporés à l'armée du Saint-Empire romain germanique. La « conscription perpétuelle ultime » votée lors de la Diète de Worms (1521) fixait un effectif minimum, le „Simplum“, à savoir 4 202 chevaliers et 20 063 fantassins, plus tard arrondis à 4 000 chevaliers (resp. 20 000 fantassins). La solde : dix florins pour chaque chevalier (réévalués en 1542 à douze florins), et quatre florins pour chaque lansquenet, représentait un total de 128 000 florins chaque mois. Cette somme, appelée « mois romain », devint l'unité de compte pour la contribution des cercles électoraux au Trésor impérial. En cas de guerre, cette contribution pouvait être doublée ou même triplée : Duplum, Triplum etc.

### La constitution militaire de 1681 (Reichsdefensionalordnung)
Une nouvelle loi organique, la Reichsheeresverfassung (1681), fit obligation à tous les cercles électoraux de mobiliser des contingents, mais tous ne s'y soumirent pas. Ce Reichsdefensionalordnung stipulait, en cas de conflits importants, affectant tout le Saint-EMpire, le regroupement sous une bannière unique de contingents fournis par les cercles électoraux. L'effectif de base (le Simplum, fixé à 40 000 hommes dont 28 000 fantassins et 12 000 cavaliers) resta inchangé jusqu'à la dissolution du Saint Empire Romain en 1806. Les terres d'Empire devaient maintenir en armes un simplum en permanence. En cas de besoin, l’Empire pouvait décréter la mobilisation d'un effectif double (duplum) voire triple (triplum). En pratique, il n'était pas rare que les princes s'acquittassent de leur devoir en n'envoyant que des troupes insuffisamment équipées et insuffisamment instruites, en conservant pour leurs besoins propres leurs meilleures unités, ou en les offrant contre subsides comme mercenaires à des princes étrangers. La cohésion de l’armée impériale souffrait particulièrement de l'origine hétérogène des contingents des États, qui ne s'étaient jamais entraînées ensemble, et qui même possédaient leurs propres règles de manœuvre, ce qui compliquait singulièrement leur incorporation au sein d'une grande armée. Peu préparées aux combats en terrain découvert, on les employait surtout à la pacification ou à l'occupation des terres conquises, comme ce fut le cas pour l'infanterie de Franconie lors du massacre de Sendling.
| Cercle électoral              | Cavalerie | Infanterie |
| ----------------------------- | --------- | ---------- |
| Cercle d'Autriche             | 2 522     | 5 507      |
| Cercle de Bourgogne           | 1 321     | 2 708      |
| Cercle électoral du Rhin      | 600       | 2 707      |
| Cercle de Franconie           | 980       | 1 902      |
| Cercle de Bavière             | 800       | 1 494      |
| Cercle de Souabe              | 1 321     | 2 707      |
| Cercle du Haut-Rhin           | 491       | 2 853      |
| Cercle du Bas-Rhin-Westphalie | 1 321     | 2 708      |
| Cercle de Haute-Saxe          | 1 322     | 2 707      |
| Cercle de Basse-Saxe          | 1 322     | 2 707      |
| Total                         | 12 000    | 28 000     |

Les contributions relatives des différentes principauté d’un cercle électoral étaient, au terme du décret de Worms de 1521, du seul ressort du cercle électoral.

## Le commandement

### L’État-major
Le commandement suprême de l'armée incombait à l'empereur en personne : il pouvait déléguer comme adjoint un lieutenant général (plus tard uniquement un maréchal), qui ne pouvait de facto être nommé que par l'empereur et la Diète Impériale, car toutes les nominations unilatérales furent des échecs. Par suite de l'obligation de parité confessionnelle, imposée lors de la Diète d’Augsbourg (1555), c'était tantôt un catholique, tantôt un protestant. La direction des opérations était confiée à un conseil de la guerre, dont la composition était décidée par la Diète. Depuis le XVIIe siècle, la capitulatio perpetua était en vigueur, qui stipulait que ce conseil de la guerre comprenait six conseillers catholiques, six conseillers protestants, et parfois un directeur. Les autres grades de l'armée du Saint Empire furent celui de général de camp (Generalfeldzeugmeister pour l'infanterie, ou Generalwachtmeister pour la cavalerie), et de lieutenant général (Generalfeldzeugmeisterleutnant). Là encore, ces officiers allaient généralement par deux pour des raisons confessionnelles. Les grades inférieurs n'avaient, eux, rien de systématique, car les régiments étaient mobilisés par des principautés aux systèmes hiérarchiques différents.

### Les colonels de circonscription (Kreisobristen)
La fonction de capitaine général, ou de colonel de circonscription, chefs militaires nommés pour une durée déterminée, n'eut cours que dans certains cercles électoraux. Outre les colonels de régiments, certains cercles allèrent même jusqu'à nommer des généraux, qui avec leur état-major étaient stipendiés par les chambres souveraines des principautés membres pour commander les troupes. La nomination et la solde des autres officiers incombait tantôt au cercle électoral, tantôt aux principautés où chaque régiment était levé.

## Campagnes effectives de l'armée du Saint-Empire

### Les conflits d’intérêt entre l’Empereur, les chambres souveraines et les cercles électoraux
Les intérêts politiques divergents de l’empereur, des princes électeurs et des Cercles électoraux rendaient exceptionnels à la Diète tout accord sur l'opportunité d'engager l'armée du Saint-Empire dans une guerre ou une campagne répressive. Même après un vote favorable de la Diète impériale, les princes et les chambres souveraines tardaient à mobiliser leurs contingents.
C'est pourquoi les Cercles électoraux finirent par se regrouper en différents États impériaux (Reichsstände). Ainsi, alors que le Cercle d'Autriche, qui regroupait les Territoires héréditaires des Habsbourg, formait pratiquement à lui seul un État souverain, à l'autre extrême le cercle de Souabe comptait 81 chambres souveraines. Cela se traduisait par des retards bien visibles dans la mobilisation de l'armée du Saint-Empire.
Les États impériaux avaient obtenu lors de la paix de Westphalie (1648) le droit de lever leurs propres armées (lat. jus armorum). Les princes électeurs eux-mêmes mettaient leur propre armée au service de leurs ambitions : aussi renâclaient-ils à abandonner leur armée et leur autorité aux Cercles électoraux. Lorsqu'ils devaient finalement se résoudre à contribuer à l'effort de guerre, leurs contingents étaient placés directement sous l'autorité de l’empereur (donc de l'armée impériale) dans le cadre d'une convention princière. Les États impériaux de taille plus modeste, ou bien ne contribuaient pas du tout, ou bien incorporaient leurs contingents directement dans l’armée impériale, ou encore payaient un dédommagement faute de pouvoir envoyer des troupes.
Seuls les quatre cercles « exposés », c'est-à-dire en clair frontaliers de la France : celui du Bas-Rhin-Westphalie, du Haut-Rhin et surtout les Cercle de Franconie et  de Souabe organisèrent leurs armées en corps permanents (en latin miles perpetuus), et placées sous le commandement unique du Cercle de Souabe.
Au début de la Guerre de Succession d'Espagne, la proposition d'une armée impériale permanente fut examinée à la Diète de Ratisbonne de 1702, mais finalement repoussée. L'armée du Saint Empire ne fut donc mobilisée qu'au coup par coup.

### Les guerres du Saint-Empire
« Aucun conflit ne vit les Principautés (puis après 1681 les Cercles Électoraux) engager d’effectifs équilibrés ». Leur participation et l'effectif des troupes dépêchées sur décision favorable de la Diète impériale dépendaient énormément des relations politiques au sein même du Cercle, et de ses relations avec le reste du Saint Empire. Les princes signataires étaient responsables de la bonne mobilisation vis-à-vis de la Diète Impériale en cas de guerre. Ils étaient également chargés d'organiser le commandement des troupes.

#### Guerre austro-turque de 1663-64
Lors de la Guerre austro-turque (1663-1664), la Diète impériale accorda en février 1664 son « appui éternel » (eyligen Hülf) à la première Armée du Saint Empire, encore composée de volontaires. Ainsi le Cercle de Souabe leva-t-il deux régiments de ligne et quatre compagnies de cavalerie pour cette armée.

#### Grande guerre turque (1683–1699)
L'effectif global de l'armée impériale se monta en 1686 jusqu'à 40 000 hommes. Plusieurs cercles impériaux contribuèrent à cet effort de guerre tout à fait exceptionnel : ainsi le Cercle de Souabe dépêcha-t-il de lui-même, sous certaines conditions, deux régiments catholiques et deux régiments protestants, l'un à cheval et l'autre d'infanterie comme contribution à l'armée impériale pour les six campagnes (1683–1686) de Hongrie.

#### Guerre de Hollande
En 1674, la Diète impériale décréta la mobilisation contre la France dans la guerre de Hollande. Le cercle de Souabe mobilisa par exemple au cours de l'été 1675 deux régiments catholiques et deux régiments protestants, placés sous le commandement de l'armée impériale, mais qui demeurèrent stationnés dans la région. Ils furent dissous en 1677.

#### Guerre de la Ligue d'Augsbourg
Par décret du 14 février 1689, le Saint-Empire déclarait la guerre à la France, déclenchant la Guerre de la Ligue d'Augsbourg (1688–1697). L'effectif de la seule armée impériale était en 1691 de 19 000 hommes. Le cercle de Souabe par ex. engagea dans cette guerre trois régiments catholiques et deux régiments protestants, auxquels s'ajouta en 1691 un régiment de dragons supplémentaire, de confession mixte, puis en 1696 un dernier régiment d'infanterie. De 1693 à 1698, le cercle de Souabe engagea en outre trois régiments wurtembergeois comme troupes auxiliaires, qu'il subordonna d'ailleurs à l'armée du Saint-Empire.

#### Guerre de succession d'Espagne
Mobilisée par décret le 30 septembre 1702 pour être engagée contre la France dans la guerre de succession d'Espagne (1701–1714), l'armée du Saint-Empire représentait une force de 44 000 hommes. Le Cercle de Souabe apportait à lui seul deux régiments à cheval, un régiment de dragons et cinq régiments de fantassins. Les cinq compagnies de grenadiers étaient le plus souvent démobilisées de leur régiment d'origine et regroupées comme unité tactique pour former un bataillon de grenadiers.

#### Guerre de succession de Pologne
L’annexion de la Lorraine par la France en 1734 entraîna la déclaration de guerre du Saint-Empire et la mobilisation de son armée pour la guerre de succession de Pologne (1733–1738). Le Cercle de Souabe y engagea toutes ses troupes (un régiment de cuirassiers, un régiment de dragons et trois régiments d'infanterie de ligne).

#### Guerre de Sept Ans
Pendant la guerre de Sept Ans (1756-1763), les troupes des cercles impériaux furent appelées à combattre aux côtés de l'empereur pour libérer l'électorat de Saxe occupé par Frédéric II de Prusse. Elles participèrent, sans grand succès, à plusieurs campagnes en Saxe et en Silésie.

#### Guerre de la Première Coalition (1792–1797)
Au terme du décret du 22 mars 1793, le Saint-Empire déclarait la guerre à la France révolutionnaire et entraînait à sa suite la Première Coalition (1792–1797). L'armée du Saint Empire, en 1795, mobilisait quelque 44 000 soldats. Le Cercle de Souabe mobilisa à lui seul en 1796 un corps d'armée au complet (soit cinq fois sa contribution exigible ; autrement dit le Quintuplum) comptant 7 300 hommes, soit un régiment de cuirassiers, un régiment dragons, quatre régiments d'infanterie de ligne, deux bataillons de grenadiers, deux bataillons combinés et un régiment d'artillerie de réserve comptant 20 canons), organisés en trois brigades. Le duc Frédéric II de Wurtemberg conclut un armistice le 17 juillet 1797 avec le général Moreau et rappela son contingent souabe, le margrave Charles-Frédéric lui emboîta le pas le 25 juillet. Le cercle de Souabe négocia ensuite, malgré l'armistice, pour le restes des troupes. Avant la fin des pourparlers, le maréchal-archiduc Charles remplaça le 29 juillet le reste du corps d'armée souabe (4 000 fantassins, 850 cavaliers und 21 canons), demeuré à Biberach an der Riß, par 6 000 soldats désarmés. Le Cercle de Franconie avait mobilisé un régiment de cuirassiers, un régiment de dragons, quatre régiments de ligne, deux compagnies de grenadiers et d’artillerie ; le Cercle de Bavière, un régiment d'infanterie. L'électeur palatin de Bavière incorpora directement ses troupes à l'armée impériale. Le Cercle du Haut-Rhin avait mobilisé trois régiments ; le Cercle électoral du Rhin, quatre ; enfin le cercle du Bas-Rhin-Westphalie, trois régiments d'infanterie de ligne.

#### Guerre de la Deuxième Coalition (1799–1802)
L'ultime engagement de l'armée du Saint-Empire allait être encore une fois mené contre la France ; la déclaration de guerre du 16 septembre 1799 provoqua la formation de la Deuxième Coalition (1799–1802). Cette fois, le Cercle de Souabe n'apporta aucune contribution. Le Wurtemberg et Bade groupèrent leurs propres contingents et les levées régulières pour les incorporer à l'armée impériale. S'y ajoutèrent le 3e régiment d’infanterie Königsegg-Aulendorf et le régiment de cuirassiers Hohenzollern, équipés d'uniformes autrichiens et incorporés à l'armée autrichienne.

### Campagnes répressives

#### Répression du Mecklembourg (1719)
En 1718, l'empereur chargea le duc de Brunswick-Lunebourg et prince de Wolfenbüttel de réprimer les velléités d'autonomie du Mecklembourg. L'année suivante, quelque 11 000 hommes envahissaient ce duché.

#### Guerre de Sept Ans (1757–1763)
La plus longue et la plus éprouvante campagne intérieure à l'Empire fut décrétée le 17 janvier 1757 contre la Prusse, qui s'était rendue coupable de crime contre l'Empire en occupant la Saxe (1756) au début de la guerre de Sept Ans. Les cercles de Franconie, de Souabe, du Haut-Rhin, du Bas-Rhin Westphalie, le Cercle Électoral du Rhin et le Cercle de Saxe ne mobilisèrent leurs contingents qu'avec beaucoup de retard. L’armée impériale, placée sous commandement français, fut d'abord battue à Rossbach (5 novembre 1757) puis littéralement écrasée par la Prusse un mois plus tard à la Bataille de Leuthen. Quoiqu’elle eût montré une bonne cohésion sous le feu ennemi et que ses échecs soient principalement imputables à l'incompétence du prince de Soubise, l'historiographie germano-prussienne du XIXe siècle la persifla systématiquement comme une armée de couards (Reißausarmee).

#### La révolution liégeoise (1790-91)
En 1789, après l'expulsion du prince-évêque César-Constantin-François de Hoensbroeck, la Chambre impériale de Wetzlar décréta une campagne de répression contre la révolution liégeoise. Le cercle du Bas-Rhin-Westphalie fut chargé de l'application du jugement.

## Dissolution de l'armée du Saint-Empire
Avec la chute du Saint-Empire, son armée fut dissoute. Les troupes des états incorporés à la nouvelle confédération du Rhin perdirent toute identité propre et furent purement et simplement incorporées dans l'armée napoléonienne.

## Voir également

### Sources
- Matricule de 1422 en texte brut sur Wikisource
- Matricule de 1521 en texte brut sur Projekt Wikisource
- Description des Cercles Impériaux en 1532, texte numérisé et brut sur Wikisource
- La séparation d'Augsbourg („Paix confessionnelle d'Augsbourg“ 1555) texte brut
- Historische Kommission bei der Bayerischen Akademie der Wissenschaften (éd.): Deutsche Reichstagsakten unter Kaiser Sigmund, zweite Abteilung 1421 – 1426. Vandenhoeck & Ruprecht, Göttingen 1956.
- Historische Kommission bei der Bayerischen Akademie der Wissenschaften (éd.).: Deutsche Reichstagsakten unter Kaiser Friedrich III., Achte Abteilung 1471. Vandenhoeck & Ruprecht, Göttingen 1999,  (ISBN 3-525-35203-4).
- Deutsche Reichstagsakten unter Maximilian I., Erster Band Reichstag z Frankfurt 1486, Teil I. Vandenhoeck & Ruprecht, Göttingen 1989,  (ISBN 3-525-35403-7).
- Hanns Hubert Hofmann: Quellen zum Verfassungsorganismus des Heiligen Römischen Reiches Deutscher Nation 1495–1815. 1re éd. Wissenschaftliche Buchgesellschaft, Darmstadt 1976.